# Pandura

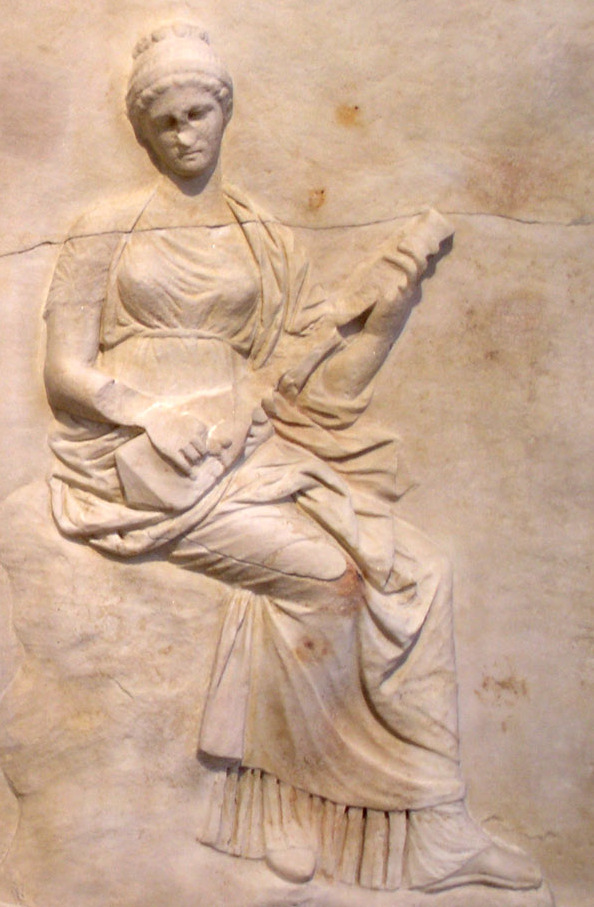
Relieve de una musa ejecutando un pandura, (Museo Arqueológico Nacional de Atenas)

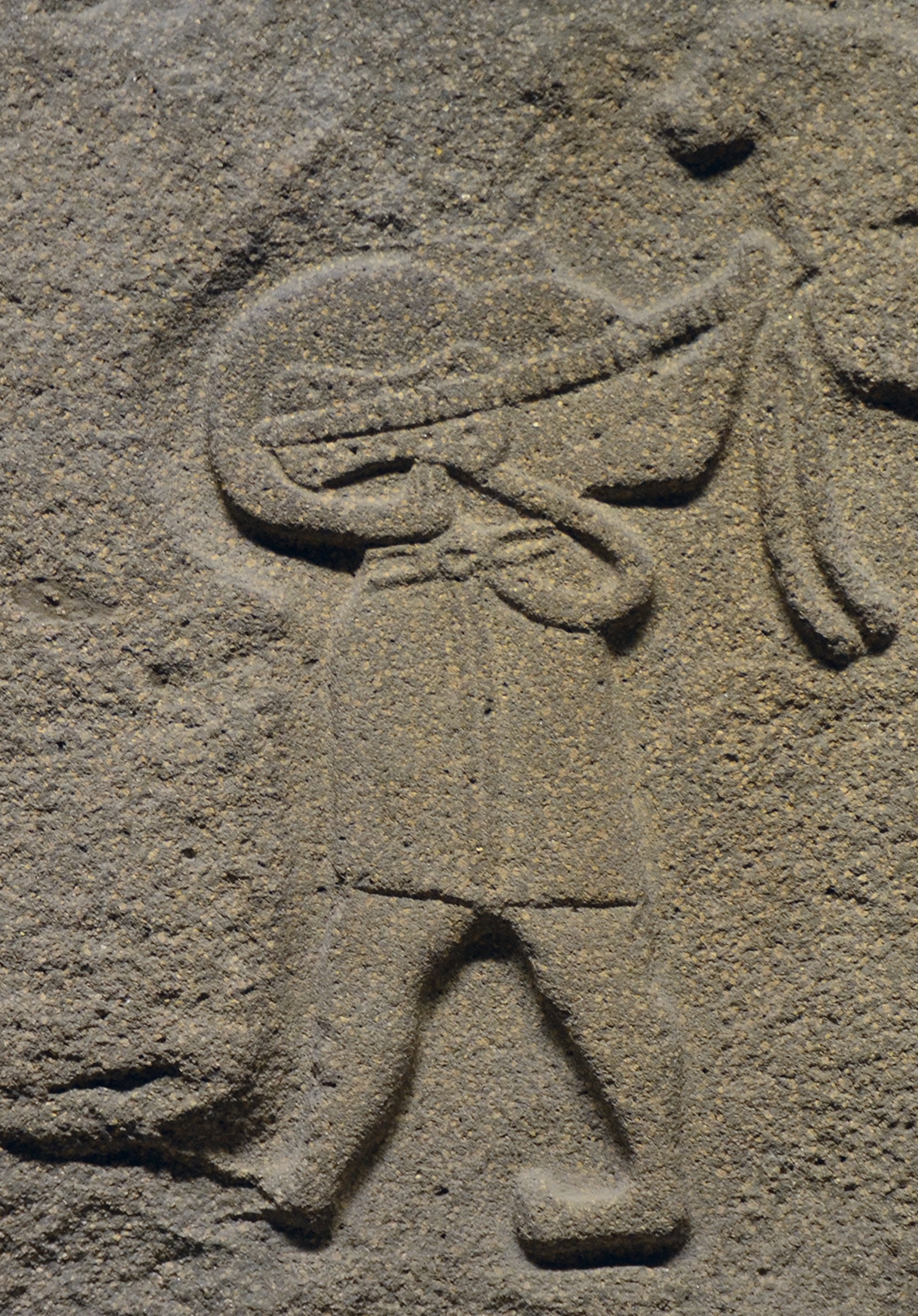
Πανδούρα, la pandura. Edad del bronce,

Pandura (del griego πανδούρα, que significa Pandora) es un antiguo instrumento de cuerda utilizado en la antigua Grecia, con la innovación de poseer mástil y trastes, a diferencia de las cítaras, liras y arpas. Otro de sus nombres es panduris, aunque pandura en su traducción del griego hace una clara alusión al personaje de la mitología griega, Pandora. Originalmente tenía, según la región y antojo de su fabricante, dos, tres o más cuerdas, y su uso data desde la Edad del Bronce, hacia 1350 a. C.
La disposición de este instrumento facilita la utilización de más notas, es decir, las notas naturales (o cromáticas), más sus semitonos, lo que permitía una combinación de modalidad mayor a modalidad menor. De este invento se desprenden instrumentos que conocemos, como la guitarra y demás instrumentos con mástil. Los conocimientos de la pandura se deben a los hallazgos arqueológicos en torno a la región de Troya y en la propia Grecia.
Históricamente se asocian a la pandura la tanbora, tanbur, tambora, mandora, pandora, bandora, etc. De su nombre proviene la bandurria.

## Grecia antigua
La antigua pandura griega era una vihuela de cuello medio o largo con una pequeña cámara de resonancia, utilizada por los antiguos griegos. Comúnmente tenía tres cuerdas: tal instrumento también se conocía como trichordon (tres cuerdas) (τρίχορδον, McKinnon 1984: 10). Sus descendientes aún sobreviven, como el panduri kartveliano, las tambouras y bouzouki griegos, el kuitra del norte de África, el saz del Mediterráneo oriental y el tamburica de los Balcanes, y siguieron siendo populares también en el Cercano Oriente y la Europa del Este, adquiriendo por lo general una tercera cuerda en el transcurso del tiempo, desde el siglo IV a. C.
Renato Meucci (1996) sugiere que algunos descendientes del Renacimiento italiano de tipo pandura fueron llamados chitarra italiana, mandore o mandola.

## Roma
La información sobre los instrumentos romanos de tipo pandura proviene principalmente de obras de arte romanas antiguas. Bajo los romanos se modificó la pandura: se conservó el mástil largo pero se hizo más ancho para acomodar cuatro cuerdas, y el cuerpo era ovalado o ligeramente más ancho en la base, pero sin las curvas hacia adentro de los instrumentos en forma de pera. La palabra pandura era rara en los escritores latinos clásicos.

## Mesopotamia
Los instrumentos de la clase de la pandura estuvieron presentes en Mesopotamia desde la era acadia o el tercer milenio a. C.

## Variedades orientales
Había al menos dos variedades distintas de pandura. Un tipo tenía forma de pera, usado en Asiria y Persia. En este tipo, el cuerpo tenía elegantes curvas hacia adentro que ascendían gradualmente desde la base hasta el cuello. Estas curvas cambiaban en el extremo inferior del instrumento a un contorno más inclinado, un triángulo alargado con las esquinas redondeadas. El tipo ovalado, un instrumento favorito de los egipcios, también se encontró en la antigua Persia y entre los bereberes del norte de África.

## Cáucaso
De la antigua palabra griega pandoura, se encuentra un instrumento comparable en las modernas Chechenia e Ingushetia, donde se conoce como phandar. En Georgia, el panduri es un instrumento de tres cuerdas con trastes.

## Galería

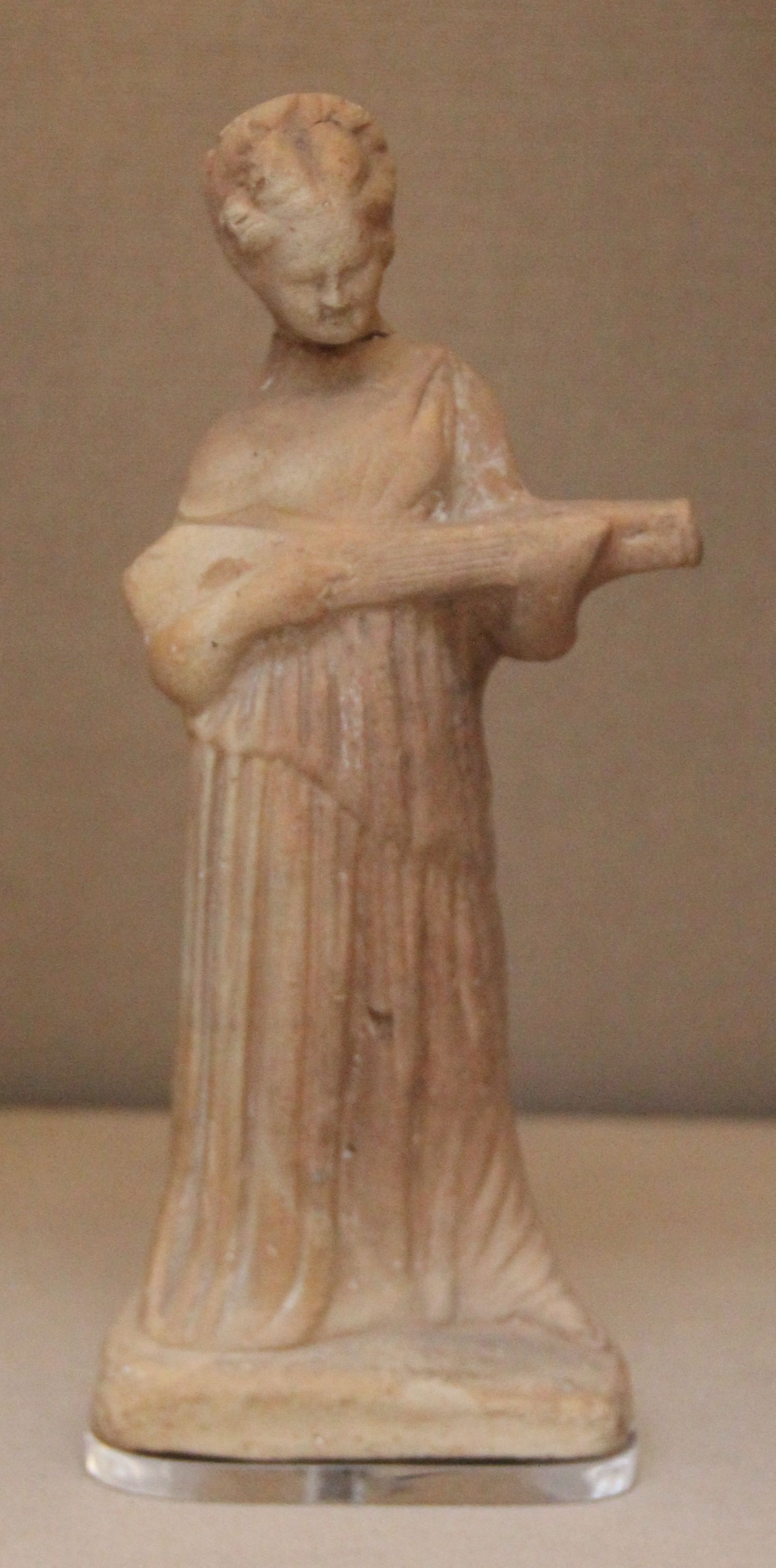
Figura de terracota de una mujer tocando una pandura, Chipre, c. 300 aC
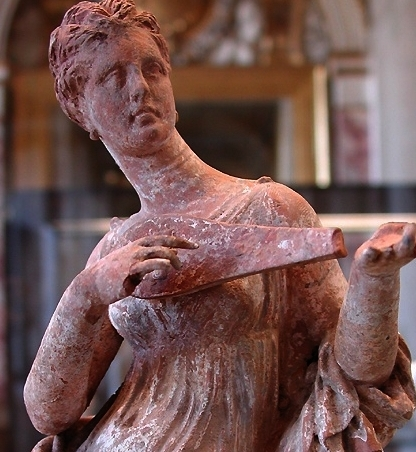
Estatuilla de Tanagra de la antigua Grecia, 200 a.C.
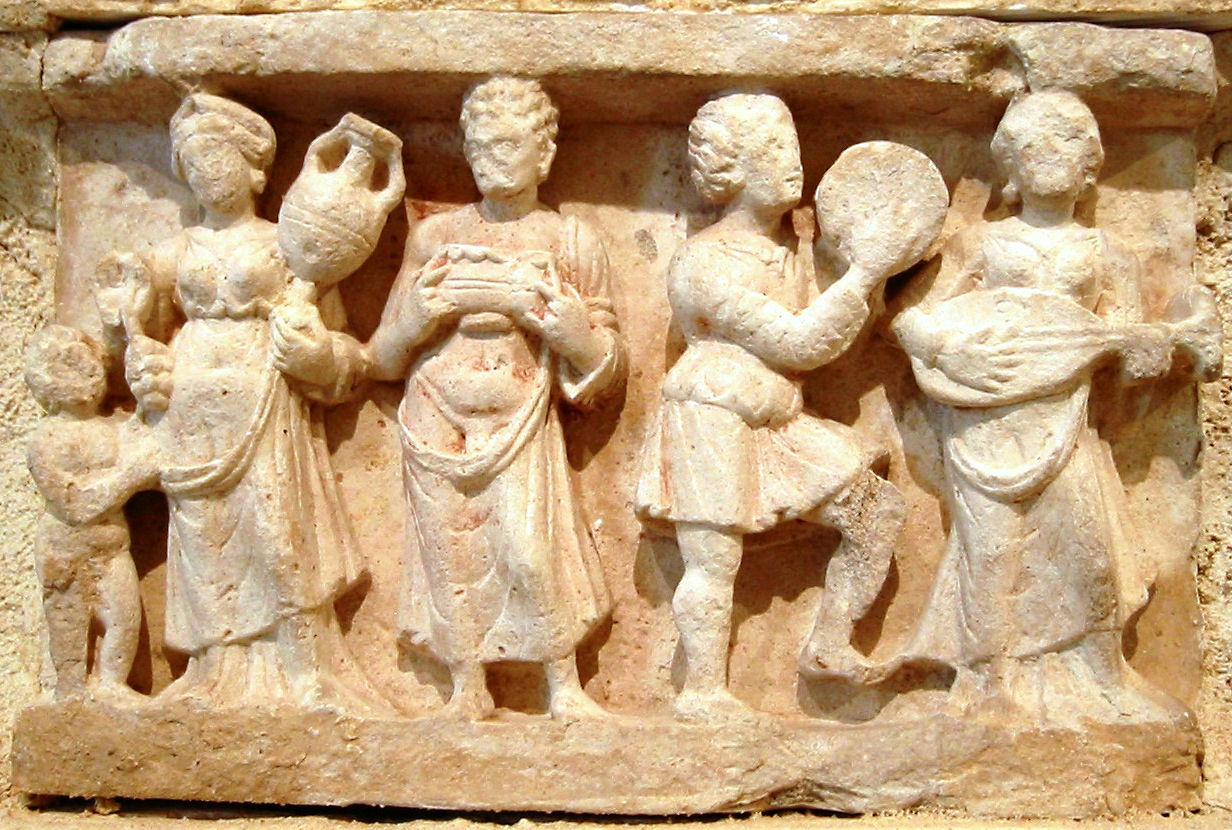
Instrumento corto de la familia de la pandura en una escultura de yeso de estilo helenístico realizada en Hadda, Afganistán, y ahora en el Museo Guimet de París. Fecha estimada Siglo I-II d.C.
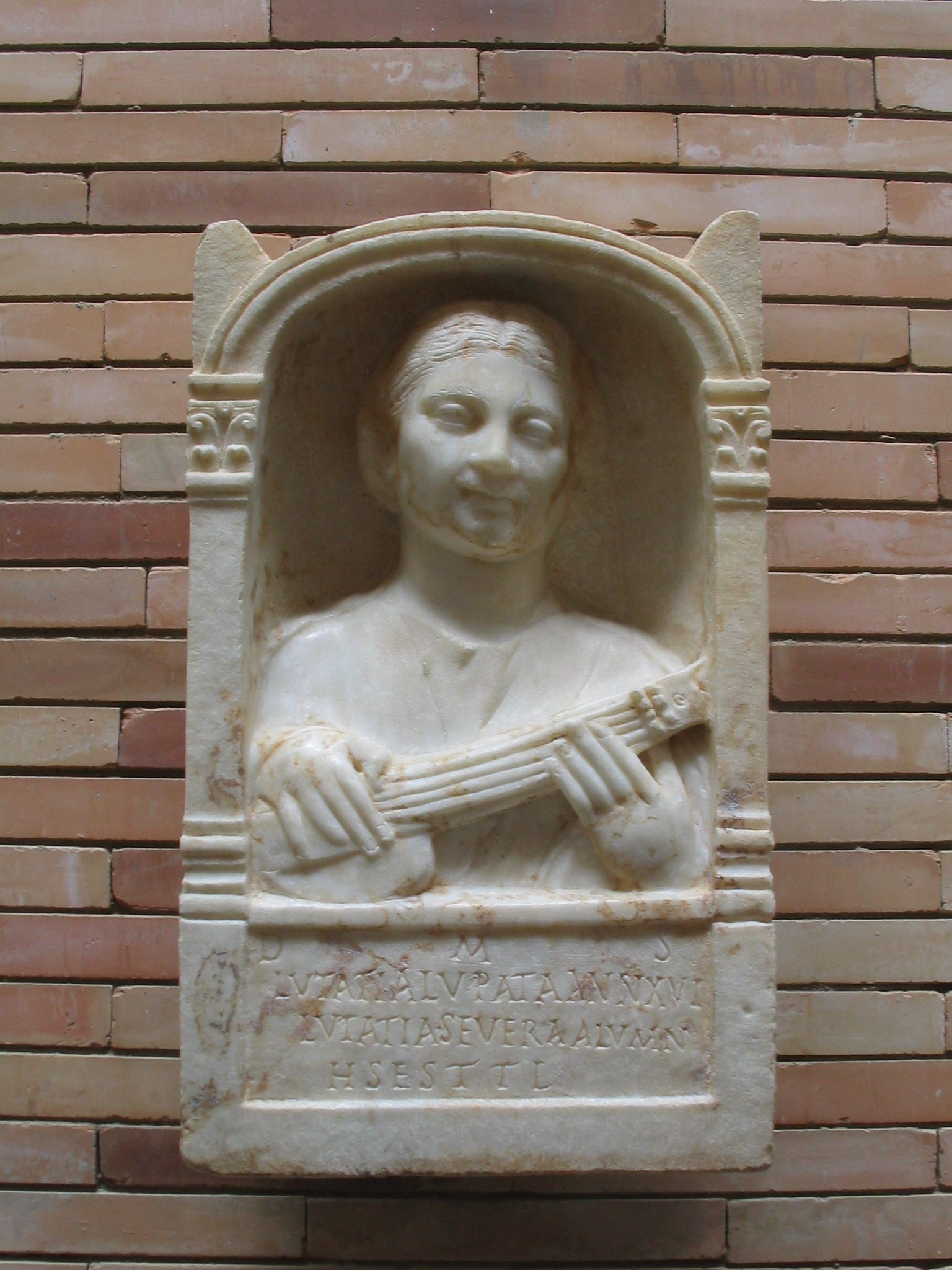
Estela conmemorativa de una mujer romana de 16 años, representada tocando un instrumento tipo pandura, fecha estimada del siglo II d.C. Desenterrada en 1956 en el sitio arqueológico Emerita Augusta en España. Conservada en el Museo Nacional de Arte Romano de Mérida, España
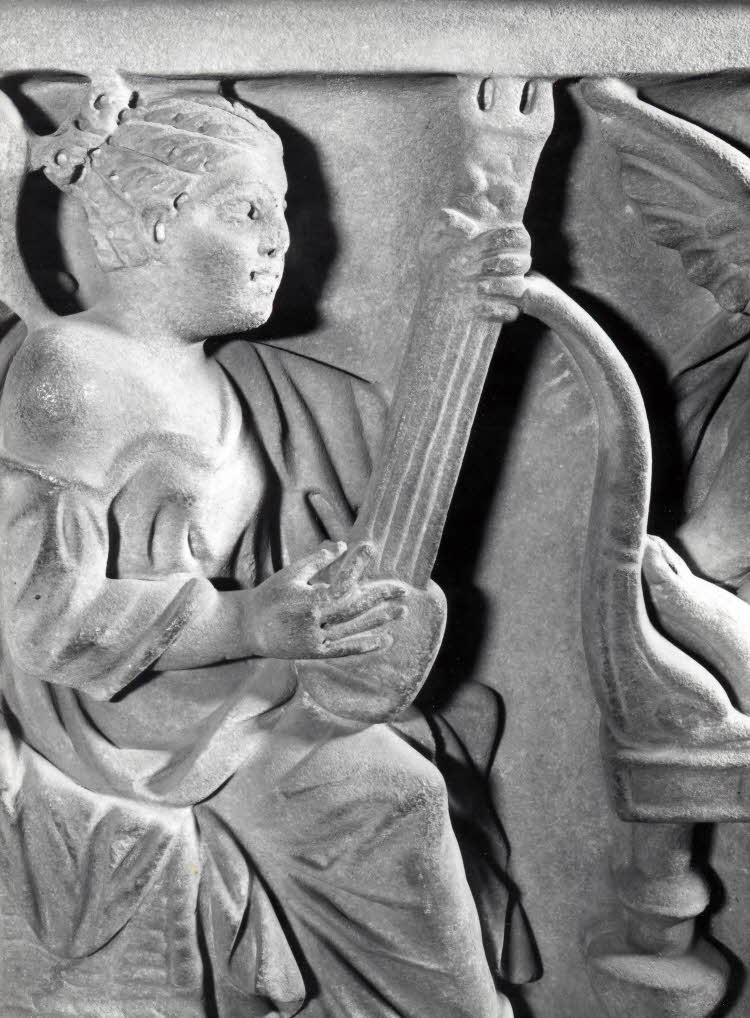
Instrumento tipo pandura representado en un sarcófago romano del siglo III d.C.
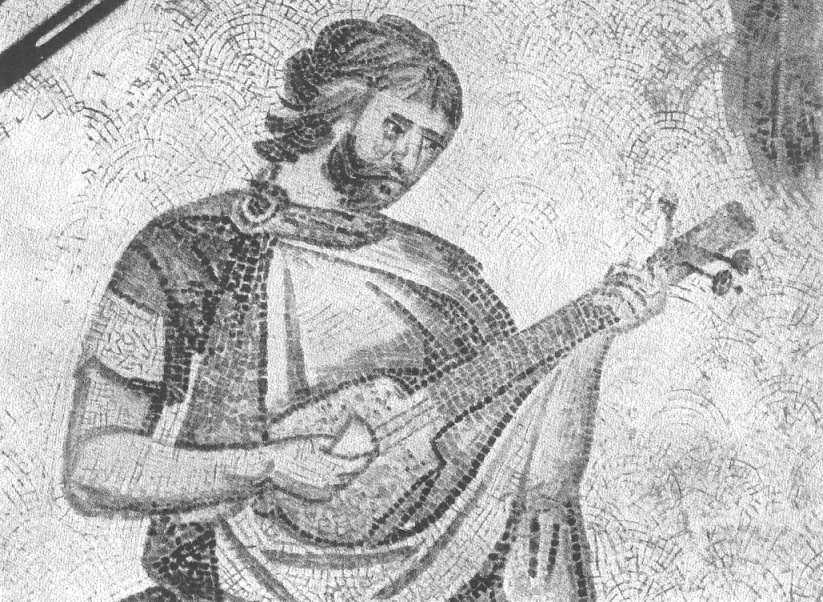
Pandura romana o bizantina de un mosaico del siglo VI d.C. en el Gran Palacio de Constantinopla. El instrumento tiene tres cuerdas.